# Charles-Marie de Créquy
Pour les articles homonymes, voir Famille de Créquy et Créquy (homonymie).
Charles-Marie de Créquy de Sault, né le 18 décembre 1737 et mort le 10 décembre 1801 à Périgueux, est le marquis de Créquy, Hesmond, Canaples, et d'autres lieux, un officier, un essayiste et mémorialiste français, et le dernier marquis de Créquy.

## Biographie
Charles-Marie de Sault est le fils du marquis Louis-Marie de Créquy (1705-1741) et de Renée-Caroline-Victoire de Froulay (1714-1803), femme de lettres qui tenait salon avec les philosophes (dont d'Alembert) et les nouvellistes. Morte très âgée, sa mère lui survécut. 
Pendant les campagnes de la guerre de Sept Ans, il se distingua et obtint différents grades dans le  régiment des dragons du roi. Il fut mestre de camp du Régiment de Royal-Dragons (1761-1779) et à  ce titre participa pendant la guerre de Sept Ans à l'assaut sur Kreimberg, où il attaqua un convoi d'artillerie et prit sept canons.  
En 1770, il est promu brigadier des armées du Roi. 
Il fit avec le même corps, partie de l'armée d'observation formée en Normandie sous les ordres du duc de Broglie, et fut promu maréchal de camp en 1780. 
Doué d'un esprit vif et d'une instruction variée, ami des lettres et des beaux-arts, le marquis de Créquy recherchait ceux qui les cultivent, et leur offrait d'honorables encouragements.  
Il en fut distrait lors du procès qu'il eut à soutenir contre la famille Le Jeune de la Furjonnière, qui prétendait être issue de la maison de Créquy : procès célèbre, et sur lequel intervint au parlement de Paris, le 1er février 1781, un arrêt qui condamna MM. Le Jeune à quitter le nom de Créquy ; et en exécution de cet arrêt il fut rayé de tous leurs actes. 
Ce fut à Périgueux, le 10 décembre 1801, que l'illustre maison des sires de Créquy, l'une des plus anciennes du royaume, s'éteignit en sa personne. 

### Distinctions
- Chevalier de l'ordre royal et militaire de Saint Louis (1763)[2]

### Mariage et descendance
Le marquis de Créquy épousa Marie-Anne-Thérèse de Félix du Muy, morte en 1820, Marquise du Muy et de Sévigné, fille unique de Joseph Gabriel Tancrède de Félix, marquis du Muy, lieutenant général des armées du Roi et de Louise Elisabeth Jacqueline d'Alsace d'Hénin Liétard, nièce du maréchal du Muy, ministre de la guerre. Dont un fils : Tancrède-Adrien-Raoul-Joseph-Marie de Créquy, prince de Montlaur (29 octobre 1769 - 20 novembre 1770). Il aurait laissé un fils naturel, en la personne de Jean-Théodore Dupont, père de l'économiste Charles Brook Dupont-White.

### Œuvres
- Résultats des Assemblées Provinciales à l'usage des États d'une province (1 vol. in-8, 1788), Bruxelles, 174 p. Cet ouvrage traite de l'économie et de l'administration dans un esprit réformateur, proche des physiocrates. L'auteur parle de l'impôt, du cadastre, du commerce et des manufactures, de l'agriculture, de la mendicité ainsi que de plusieurs projets de bien public (éducation gratuite, caisses d'épargne, etc.).

Pougens impute au marquis de Créquy les Principes philosophiques des Sts. solitaires d'Égypte, extraits des conférences de Cassien, 1778, in-18 : c'est une erreur, ainsi que tout ce qu'il a dicté à Barbier sur la famille de Créquy, et que celui-ci a recueilli dans son Examen critique des Dictionnaires.

## Pour approfondir